# Jeanne Cherhal
Jeanne Cherhal (* 28. Februar 1978 in Nantes) ist eine französische Singer-Songwriterin.

## Biografie
Ihre Jugend verbrachte Jeanne Cherhal in Erbray, nahe Châteaubriant. Die Französin studierte Philosophie und zog dann nach Paris. Sie begann ihre Karriere als Musikerin als Pianistin und wurde vom Gitarristen Éric Löhrer bei kleineren Konzerten begleitet. 2002 veröffentlichte Cherhal ihr selbstbetiteltes Debütalbum. Dem war eine EP mit sechs Liedern vorangegangen, die ebenfalls selbstbetitelt war. Das zweite Album mit dem Titel Douze fois par an wurde 2004 mit großem Erfolg veröffentlicht. Ende 2005 spielte sie in der französischen Version von Eve Enslers Vagina-Monologen. 2006 folgte das dritte Studioalbum namens L'Eau mit anschließender Europatournee. Jeanne Cherhal wirkte auch in zwei Kurzfilmen mit, in denen sie die Hauptrolle spielte.

## Diskografie
- Jeanne Cherhal (EP mit 6 Tracks)
- Jeanne Cherhal (2002)
- En même temps ... (Jeanne Cherhal & Matthieu Bouchet) (2002)
- Douze fois par an (2004)
- L’Eau (2006)
- Charade (2010)
- Histoire de J (2014)
- L’an 40 (2019)

## Auszeichnungen
- 2004: Grand Prix du Disque der Akademie Charles Cros für „Douze fois par an“
- 2005: Veröffentlichung des Jahres bei den Victoires de la Musique-Awards